# Dorfkirchen Kleinschmalkalden

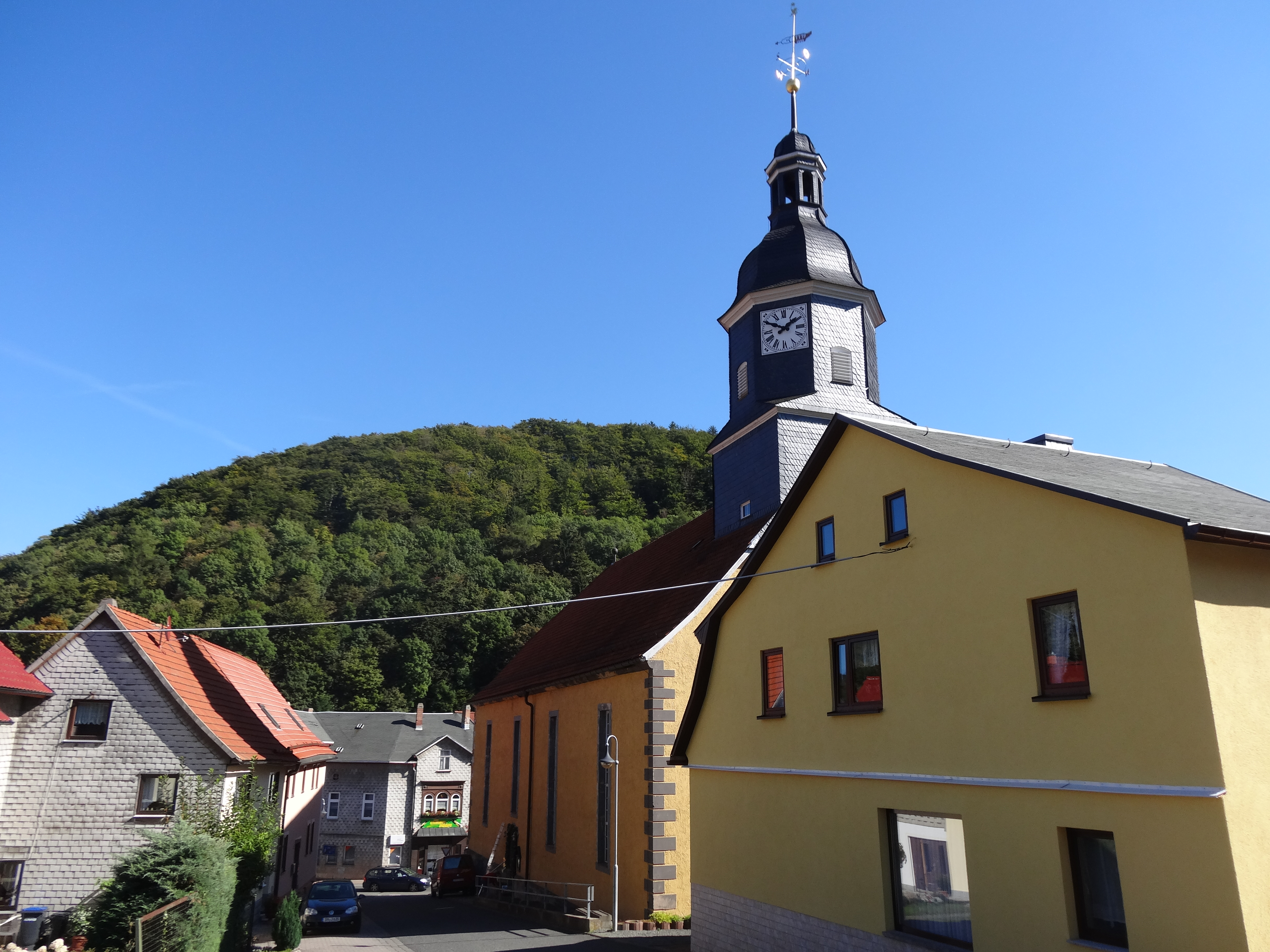
Die Hessische Kirche

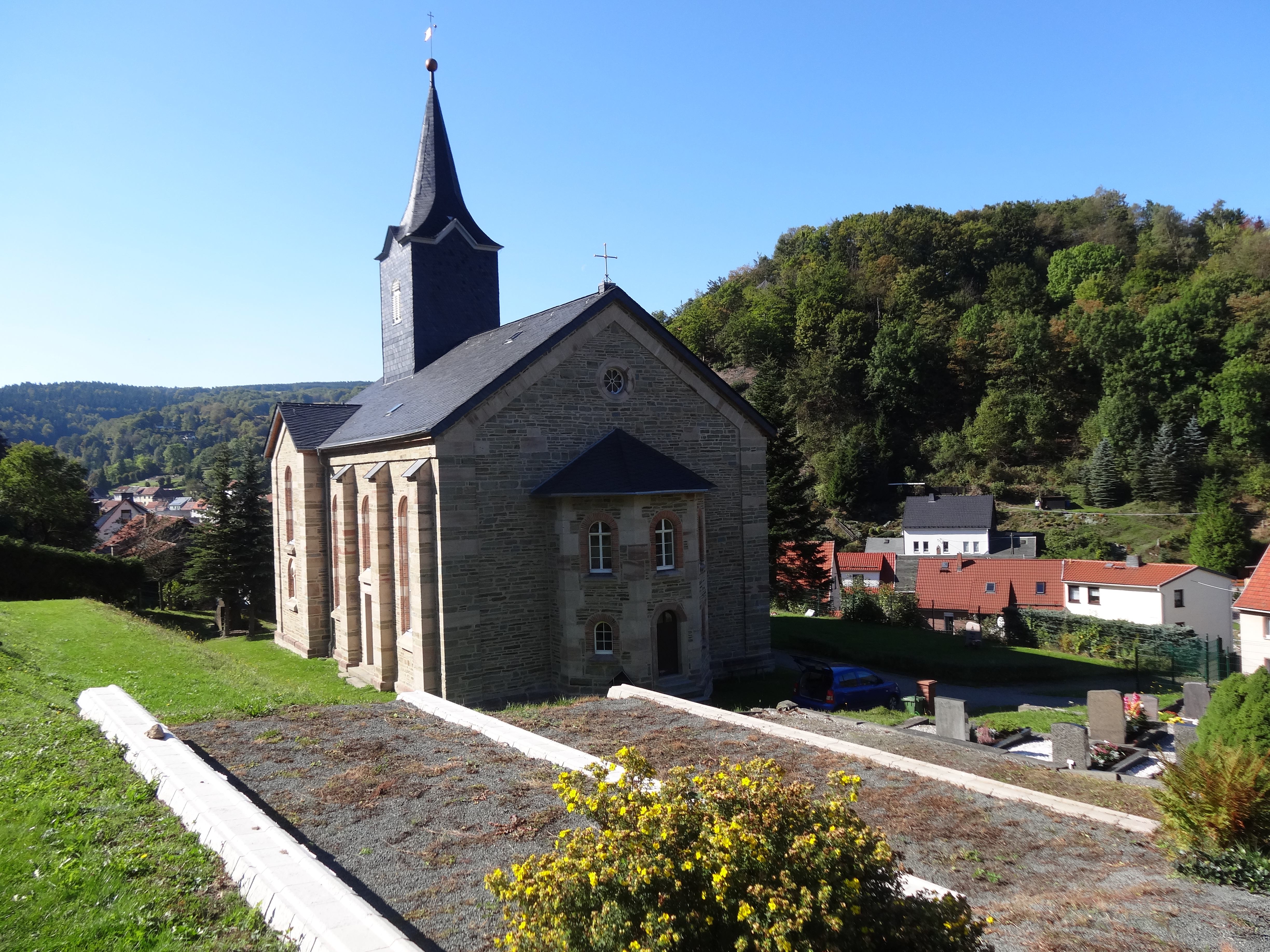
Die Gothaische Kirche

Zwei Dorfkirchen stehen im Ortsteil Kleinschmalkalden der Gemeinde Floh-Seligenthal im Landkreis Schmalkalden-Meiningen in Thüringen.

## Geschichte
In Kleinschmalkalden leben 1400 Personen, wovon 850 der evangelischen Kirchgemeinde angehören.
Im 15. Jahrhundert war das Dorf durch den Grenzfluss Schmalkalde geteilt. Auf der östlichen Seite gehörte das Territorium zu Sachsen-Gotha und auf der westlichen Seite zu Henneberg-Hessen.

## Hessische Kirche
50° 47′ 44,7″ N, 10° 28′ 28,3″ O
Die Hessische Kirche liegt mitten im Dorf. 1719 wurde anstelle der alten Holzkirche aus dem Jahr 1570 eine größere steinerne Kirche entsprechend der Einwohnerzahl beider Gemeinden gebaut.
Innen wurde sie mit Farben weiß und grün gestrichen. Sie bekam eine zweigeschossige Empore. Im Altarraum Altar mit steinernen Altartisch, Taufe und Orgel. Das Gotteshaus befindet sich in einem guten baulichen Zustand. Das Dach wurde neu gedeckt. Der Brunnen an der Ostseite der Kirche wird von der Feuerwehr gewartet.

## Gothaische Kirche
50° 47′ 56,7″ N, 10° 28′ 57,1″ O
Die Gothaische Kirche bekam von den ärmeren Gläubigen des damaligen Dorfteils nicht die Unterstützung, wie die von der hessischen Seite, weil hier die Einkommensverhältnisse diese Dissonanz ergaben.
Die Streitigkeiten zwischen beiden damaligen Orten ebbten ab, als der Herzog auf dem Gelände des vorhandenen Gottesackers 1854 eine zweite Kirche erbauen ließ.
Diese kleinere Kirche steht an einem Hang in einem engen Tal. Das Querhaus befindet sich auf der westlichen Seite des Kirchengebäudes. Das Innere ist wieder in den Farben hellblau und rosa gehalten, wie ursprünglich. Das Innere ist freundlich hell gestaltet.
2011 und 2012 fand eine Renovierung statt, alles ist wieder wie ursprünglich.
Die hölzerne Taufe mit einem Gusseisendeckel ist eine Besonderheit.
Beide Kirchen werden nunmehr von der evangelischen Gemeinde Kleinschmalkalden geführt.